# Anaspis akaira
Anaspis akaira is een keversoort uit de familie bloemspartelkevers (Scraptiidae). De wetenschappelijke naam van de soort is voor het eerst geldig gepubliceerd in 1991 door Franciscolo.